# 高原県
高原県（こうげん-けん）は中華人民共和国河北省にかつて存在した県。現在の張家口市張北県一帯に相当する。
1170年（大定10年）、金朝により設置された柔遠県を前身とする。1263年（中統4年）、モンゴル帝国により高原県と改められ、隆興路の路治とされた。元代には興和路の路治とされている。
明朝が成立すると洪武年間に廃止されている。